# Giovanni Cuppari
Giovanni Cuppari (Pisa, 15 settembre 1852 – Pisa, 13 febbraio 1914) è stato un ingegnere italiano.

## Biografia
Giovanni Cuppari nacque nel 1852 dal matrimonio di Pietro Cuppari, celebre agronomo e uomo politico di rilievo nella Toscana granducale, con la nobildonna pisana Maddalena Ruschi, sorella di Francesco e Rinaldo Ruschi, protagonisti di una intensa attività politica prima nel Granducato di Toscana e successivamente nello Stato unitario.
Dopo aver frequentato il corso completo di matematica pura all'Università di Pisa, Giovanni Cuppari si laureò a pieni voti nel 1872 o 1873.
Successivamente si iscrisse al corso di ingegneria presso la Scuola di applicazione di Torino, dove si diplomò nel 1874 con brillanti risultati (fu terzo del suo corso). Tra il 1877 e il 1878 si recò nei Paesi Bassi dove soggiornò per diciotto mesi per fare pratica nel campo dell'ingegneria idraulica.
Sia a L'Aia, dove era la sua residenza, sia ad Amsterdam strinse contatti con vari ispettori del Waterstaat (dipartimento governativo olandese delle Acque con il compito di organizzare e di promuovere il complesso dei lavori che miravano alla difesa del territorio nazionale dalle acque), con il presidente dell'Istituto Reale degli Ingegneri, con ingegneri governativi, con il direttore dei lavori al Canale del Mare del Nord, con i professori dell'Università tecnica di Delft; fu inoltre ammesso al Collegio degli ingegneri di Amsterdam. Più tardi completò la sua formazione durante un viaggio in Inghilterra e in Scozia nel 1882.
Sebbene nelle sue lettere manifestasse il forte desiderio di svolgere la sua attività all'estero, a Pisa aprì uno studio tecnico specializzato nel campo degli studi idrogeologici e nella costruzione e manutenzione degli acquedotti.
A tale proposito ebbe occasione di lavorare per numerose amministrazioni municipali soprattutto in Toscana (Grosseto, Siena, San Gimignano, Santa Luce, Montopoli, Firenze, Pescia, Volterra, Empoli, Santa Croce, ecc.) e per altre città italiane come La Spezia; si occupò inoltre delle terme di Montecatini e di San Giuliano e delle bonifiche di Camaiore e del Mantovano.
Nell'ambito degli studi geologici, compì studi e perizie sulla situazione del terreno sottostante la Torre di Pisa: e fece parte della commissione, nominata nel 1907 dopo il crollo del campanile di San Marco a Venezia: è ricordato come il primo ad avere determinato le tensioni agenti nella muratura e sul terreno di fondazione della torre pendente.
Fin da giovane coltivò ideali repubblicani: ne fanno fede le lettere da lui scritte nel periodo olandese allo zio Rinaldo Ruschi in cui egli esprime chiaramente le sue posizioni politiche; in particolare, in una lettera esalta la figura di Felice Cavallotti nei confronti del quale esprime giudizi altamente lusinghieri. Fu assessore per alcuni anni del comune di Pisa, ritirandosi dalla vita politica dopo una sconfitta elettorale nel 1909. Morì il 13 febbraio 1914.

## Archivio
Il Fondo Giovanni Cuppari, già conservato presso la famiglia Castaldi Cuppari in località Balbano di Lucca, è stato concesso all'Archivio di Stato di Pisa nel 1999 , contiene documentazione dal 1873 al 1914. Si tratta di un fondo di interesse "tecnico", formato con ogni probabilità dallo stesso Giovanni Cuppari nel corso della sua attività professionale di ingegnere. 